# Alexis Thompson (hokej na travi)
Alexis Thompson (Chicago, Illinois, SAD, 20. svibnja 1914. – Englewood, New Jersey, SAD, 20. prosinca 1954.) je bivši američki hokejaš na travi. 
Na hokejaškom turniru na Olimpijskim igrama 1936. u Berlinu je igrao za SAD. Odigrao je jedan susret kao napadač. SAD su dijelile 5. – 11. mjesto. Te je godine igrao za sveučilište Yale.

## Vanjske poveznice
- Profil na Sports Reference.com  Arhivirana inačica izvorne stranice od 19. svibnja 2011. (Wayback Machine)